# Quartier du Père-Lachaise
Quartier du Père-Lachaise är Paris 79:e administrativa distrikt, beläget i tjugonde arrondissementet. Distriktet är uppkallat efter kyrkogården Cimetière du Père-Lachaise, invigd år 1804.
Tjugonde arrondissementet består även av distrikten Belleville, Saint-Fargeau och Charonne.

## Sevärdheter
- Chapelle du Père-Lachaise
- Cimetière du Père-Lachaise
- Jardin Toussaint-Louverture, tidigare Square des Amandiers
- Square du Sergent-Aurélie-Salel
- Square du Docteur-Grancher
- Square Édouard-Vaillant
- Square Élisa-Borey
- Rue Élisa-Borey

## Bilder
| - De fyra administrativa distrikten i Paris tjugonde arrondissement. - Chapelle du Père-Lachaise. - Jardin Toussaint-Louverture. |

## Kommunikationer
- Tunnelbana – linjerna   – Père Lachaise